# Acanthogyrus (Acanthosentis) arii
Acanthogyrus (Acanthosentis) arii is een soort haakworm uit het geslacht Acanthogyrus. De worm behoort tot de familie Quadrigyridae. Acanthogyrus (Acanthosentis) arii werd in 1971 beschreven door Bilqees.